# Anaconda Smelter Stack
Der Anaconda Smelter Stack ist ein 178,3 Meter hoher Schornstein einer Kupferhütte in der Nähe von Anaconda im US-Bundesstaat Montana. Er ist im National Register of Historic Places verzeichnet.
Der Anaconda Smelter Stack wurde 1919 fertiggestellt. Der Innendurchmesser des Schornsteins beträgt 22,86 m am Boden und verjüngt sich auf 18,29 m am höchsten Punkt. Er ist vollständig aus Ziegeln gebaut und einer der höchsten gemauerten Schornsteine der Welt.

## State Park
Die Schornsteinanlage ist Bestandteil des Anaconda Smoke Stack State Park, eines 12 acre (4,85 ha) großen State Park im Deer Lodge County. Ein Parkplatz mit Infotafel und Blick auf das Ziegelbauwerk liegt am östlichen Ende von Anaconda am Montana Highway 1 neben dem Goodman Park.